# Beautiful Surprise
Beautiful Surprise è il quinto album in studio della cantante canadese Tamia, pubblicato nel 2012.

## Tracce
1. Lose My Mind – 4:00
2. Give Me You – 3:34
3. It's Not Fair – 3:52
4. Believe in Love – 3:30
5. Beautiful Surprise – 3:37
6. Is It Over Yet – 3:58
7. Love I'm Yours – 5:28
8. Him – 4:04
9. Still Love You – 3:21
10. Because of You – 4:21
11. Still – 4:07